# Károly badeni nagyherceg
I. Károly badeni nagyherceg (németül: Großherzog Karl I. von Baden, teljes nevén Karl Ludwig Friedrich; Karlsruhe, 1786. július 8. – Rastatt, 1818. december 8.) 1811–1818 között Baden nagyhercege.

## Élete
Károly Lajos herceg 1786 nyarán született Károly Lajos badeni trónörökös herceg (1755–1801) és Amália hessen–darmstadti hercegnő (1754–1832) nyolc gyermeke közül az utolsó előttiként. Egyetlen bátyja, Károly Frigyes még 1785-ben elhalálozott, így Károly Lajos a család egyetlen fiúgyermekeként nőtt fel. Ennek ellenére nem részesült megfelelő neveltetésben. Károly Lajos herceg akkor került a figyelem középpontjába, mikor édesapja egy Svédországba tett utazás során egy szerencsétlen baleset következtében 1801. december 16-án hirtelen elhunyt.
Noha Károly Frigyes nagyhercegnek több fia is született, az uralkodó mégis unokáját nevezte meg trónörököseként. Károly Lajost megpróbálták felkészíteni az uralkodói szerepre, és korosodó nagyapja egyre több reprezentatív kötelességet hárított rá. Az államügyekbe is bevonta oly módon, hogy a nagyherceg Károly Lajos házasságkötése által igyekezett megerősíteni szövetségét I. Napóleon francia császárral. Napóleon unokahúgát, Stéphanie Louise de Beauharnais grófnőt szánta Károly Lajosnak. A trónörökös viszolygott a rangon aluli házasságtól, de nagyapja nyomására végül 1806-ban nőül vette a francia császári hercegnői rangra emelkedett Stéphanie-t.
Károly Lajos 1811. június 10-én foglalta el a Badeni Nagyhercegség trónját. Gyengekezű és határozatlan uralkodónak bizonyult, ez valószínűleg hiányos neveltetésére vezethető vissza. A hatalmat főként miniszterei gyakorolták helyette. 1814-ben, a Napóleon bukása után tartott bécsi kongresszuson Baden kellemtelen helyzetben volt, mivel Károly nagyherceg támogatta a francia császárt. Az ország végül – ha nem is nyert annyit, mint a Napóleonnal ellenséges államok – viszonylag jól járt Európa újrafelosztásával, hiszen megtarthatta a Napóleon uralma alatt szerzett területeit. Az ezt lehetővé tevő döntést Károly nagyherceg nővére, Jelizaveta Alekszejevna orosz cárné, született Lujza badeni hercegnő eszközölte ki férjénél, I. Sándor orosz cárnál.
Az uralkodó állami támogatást nyújtott Friedrich Weinbrenner építésznek, akinek számos építménye található Karlsruhéban. 1817-ben Johann Gottfried Tulla tervei alapján megkezdődött a Rajna szabályozása; 1818-ban lefektették a kormány által kidolgozott badeni alkotmányt.

## Házassága és gyermekei
Károly Lajos 1806. április 8-án a francia fővárosban vette feleségült Stéphanie de Beauharnais grófnőt és francia császári hercegnőt. A felek kölcsönösen idegenkedtek egymástól, házasságuk első éveiben külön háztartást vezettek: Károly Lajos a fővárosban élt, míg neje Mannheimben lakott saját rezidenciájában. Kapcsolatukból öt gyermek született, két fiú és három leány:
- Lujza Amália hercegnő (1811–1854), házassága révén svéd királyi hercegné és Vasa uralkodó hercegnéje
- fiúgyermek (1812. szeptember 29. – 1812. október 16.), egyes feltételezések szerint azonos Kaspar Hauserrel
- Jozefina Friderika hercegnő (1813–1900), házassága révén Hohenzollern–Sigmaringen uralkodó hercegnéje
- Sándor herceg (1816. május 1. – 1816. május 8.)
- Mária Amália hercegnő (1818–1888), házassága révén Brandon és Hamilton uralkodó hercegnéje.

Az első koraszülött fiúgyermek egyes feltételezések szerint azonos Kaspar Hauserrel, egy nürnbergi lelencgyermekkel. Az ügyben nyomozó Anselm von Feuerbach elmélete szerint Hausert születése napján kicserélték egy haldokló csecsemővel, hogy így juttassák közelebb a trónhoz az uralkodóház némely tagjait.
Károly nagyherceg 1818. december 8-án hunyt el Rastattban. Nem lévén életben maradt fiú utódja, örökébe nagybátyja, Lajos badeni herceg lépett.
| Előző uralkodó: Károly Frigyes | Baden uralkodója 1811 – 1818 | Következő uralkodó: I. Lajos |

## Fordítás
- Ez a szócikk részben vagy egészben a Karl, Grand Duke of Baden című angol Wikipédia-szócikk ezen változatának fordításán alapul.  Az eredeti cikk szerkesztőit annak laptörténete sorolja fel. Ez a jelzés csupán a megfogalmazás eredetét és a szerzői jogokat jelzi, nem szolgál a cikkben szereplő információk forrásmegjelöléseként.
- Ez a szócikk részben vagy egészben a Karl Ludwig Friedrich (Baden) című német Wikipédia-szócikk ezen változatának fordításán alapul.  Az eredeti cikk szerkesztőit annak laptörténete sorolja fel. Ez a jelzés csupán a megfogalmazás eredetét és a szerzői jogokat jelzi, nem szolgál a cikkben szereplő információk forrásmegjelöléseként.